# United States Congressional Joint Committee on Inaugural Ceremonies
Ein Joint Committee on Inaugural Ceremonies (deutsch Gemeinsamer Kongressausschuss zur Amtseinführungszeremonie) ist ein gemeinsamer Ausschuss des US-Kongresses. Er wird gebildet, um die Amtseinführung eines neuen Präsidenten zu koordinieren. Seit der Amtseinführung des 25. Präsidenten William McKinley im Jahr 1901 wurde der Ausschuss alle vier Jahre gebildet.
Der Ausschuss besteht aus drei Senatoren und drei Abgeordneten des Repräsentantenhauses. Üblicherweise sind dies der Sprecher des Repräsentantenhauses sowie die Fraktionsführer der Mehrheit und Minderheit. Die drei Senatoren sind Mitglieder des Senate Committee on Rules and Administration. Einer davon, der der Mehrheitspartei im Senat angehört, erhält den Vorsitz des Ausschusses.

## Bisherige Ausschüsse
Erläuterung: rot hinterlegt sind jeweils die Republikaner, blau die Demokraten.

### 1901
|             | Mehrheitspartei                                               | Minderheitspartei                 |
| ----------- | ------------------------------------------------------------- | --------------------------------- |
| Senatoren   | - Mark Hanna, Ohio, Vorsitz - John Coit Spooner, Wisconsin    | - James Kimbrough Jones, Arkansas |
| Abgeordnete | - Joseph Gurney Cannon, Illinois - John Dalzell, Pennsylvania | - Thomas Chipman McRae, Arkansas  |

### 1905
|             | Mehrheitspartei                                                           | Minderheitspartei                  |
| ----------- | ------------------------------------------------------------------------- | ---------------------------------- |
| Senatoren   | - John Coit Spooner, Wisconsin, Vorsitz - Nelson W. Aldrich, Rhode Island | - Augustus Octavius Bacon, Georgia |
| Abgeordnete | - John Dalzell, Pennsylvania - Edgar D. Crumpacker, Indiana               | - John Sharp Williams, Mississippi |

### 1909
|             | Mehrheitspartei                                                                      | Minderheitspartei                  |
| ----------- | ------------------------------------------------------------------------------------ | ---------------------------------- |
| Senatoren   | - Philander C. Knox, Pennsylvania, Vorsitz - Henry Cabot Lodge senior, Massachusetts | - Augustus Octavius Bacon, Georgia |
| Abgeordnete | - James F. Burke, Pennsylvania - Olin Young, Michigan                                | - John W. Gaines, Tennessee        |

### 1913
|             | Mehrheitspartei                                             | Minderheitspartei                                                       |
| ----------- | ----------------------------------------------------------- | ----------------------------------------------------------------------- |
| Senatoren   | - Winthrop M. Crane, Massachusetts, Vorsitz                 | - Augustus Octavius Bacon, Georgia - Lee Slater Overman, North Carolina |
| Abgeordnete | - William W. Rucker, Missouri - Finis J. Garrett, Tennessee | - William B. McKinley, Illinois                                         |

### 1917
|             | Mehrheitspartei                                                        | Minderheitspartei               |
| ----------- | ---------------------------------------------------------------------- | ------------------------------- |
| Senatoren   | - Lee Slater Overman, North Carolina, Vorsitz - M. Hoke Smith, Georgia | - Francis E. Warren, Wyoming    |
| Abgeordnete | - William W. Rucker, Missouri - Finis J. Garrett, Tennessee            | - William B. McKinley, Illinois |

### 1921
|             | Mehrheitspartei                                                      | Minderheitspartei                                                                      |
| ----------- | -------------------------------------------------------------------- | -------------------------------------------------------------------------------------- |
| Senatoren   | - Philander C. Knox, Pennsylvania, Vorsitz - Knute Nelson, Minnesota | - Lee Slater Overman, North Carolina                                                   |
| Abgeordnete | - Joseph Gurney Cannon, Illinois - Frank Reavis, Nebraska            | - William W. Rucker, Missouri (zurückgetreten) - Charles Manly Stedman, North Carolina |

### 1925
|             | Mehrheitspartei                                                       | Minderheitspartei                    |
| ----------- | --------------------------------------------------------------------- | ------------------------------------ |
| Senatoren   | - Charles Curtis, Kansas, Vorsitz - Frederick Hale, Maine             | - Lee Slater Overman, North Carolina |
| Abgeordnete | - William Walton Griest, Pennsylvania - Lindley H. Hadley, Washington | - Arthur B. Rouse, Kentucky          |

### 1929
|             | Mehrheitspartei                                                   | Minderheitspartei                    |
| ----------- | ----------------------------------------------------------------- | ------------------------------------ |
| Senatoren   | - George H. Moses, New Hampshire, Vorsitz - Frederick Hale, Maine | - Lee Slater Overman, North Carolina |
| Abgeordnete | - Bertrand Snell, Kentucky - Leonidas C. Dyer, Missouri           | - Edward W. Pou, North Carolina      |

### 1933
|             | Mehrheitspartei                                          | Minderheitspartei                                        |
| ----------- | -------------------------------------------------------- | -------------------------------------------------------- |
| Senatoren   | - Joseph Taylor Robinson, Arkansas, Vorsitz              | - George H. Moses, New Hampshire - Frederick Hale, Maine |
| Abgeordnete | - Edward W. Pou, North Carolina - Henry Rainey, Illinois | - Bertrand Snell, Kentucky                               |

### 1937
|             | Mehrheitspartei                                                               | Minderheitspartei          |
| ----------- | ----------------------------------------------------------------------------- | -------------------------- |
| Senatoren   | - Matthew M. Neely, West Virginia, Vorsitz - Joseph Taylor Robinson, Arkansas | - Frederick Hale, Maine    |
| Abgeordnete | - John O’Connor, New York - Robert L. Doughton, North Carolina                | - Bertrand Snell, Kentucky |

### 1941
|             | Mehrheitspartei                                                         | Minderheitspartei                      |
| ----------- | ----------------------------------------------------------------------- | -------------------------------------- |
| Senatoren   | - Matthew M. Neely, West Virginia, Vorsitz - Alben W. Barkley, Kentucky | - Charles L. McNary, Oregon            |
| Abgeordnete | - Sam Rayburn, Texas - Robert L. Doughton, North Carolina               | - Joseph William Martin, Massachusetts |

### 1945
|             | Mehrheitspartei                                                         | Minderheitspartei                      |
| ----------- | ----------------------------------------------------------------------- | -------------------------------------- |
| Senatoren   | - Harry F. Byrd senior, Virginia, Vorsitz - Kenneth McKellar, Tennessee | - Arthur Vandenberg, Michigan          |
| Abgeordnete | - Sam Rayburn, Texas - Robert L. Doughton, North Carolina               | - Joseph William Martin, Massachusetts |

### 1949
|             | Mehrheitspartei | Minderheitspartei                                                            |
| ----------- | --- | ---------------------------------------------------------------------------- |
| Senatoren   | - Alben W. Barkley, Kentucky, Vorsitz (zurückgetreten) - Carl Hayden, Arizona, Vorsitz - J. Howard McGrath, Rhode Island (ersetzte Brooks) | - Kenneth S. Wherry, Nebraska - Charles W. Brooks, Illinois (zurückgetreten) |
| Abgeordnete | - Harry R. Sheppard, California (ersetzte Arends) - John W. McCormack, Massachusetts                                                       | - Charles A. Halleck, Indiana - Leslie C. Arends, Illinois (zurückgetreten)  |

### 1953
|             | Mehrheitspartei | Minderheitspartei                                                        |
| ----------- | --- | ------------------------------------------------------------------------ |
| Senatoren   | - Styles Bridges, New Hampshire, Vorsitz - Margaret Chase Smith, Maine (ersetzte McFarland, zurückgetreten) - Herman Welker, Idaho | - Carl Hayden, Arizona - Ernest McFarland, Arizona (zurückgetreten)      |
| Abgeordnete | - Leslie C. Arends, Illinois (ersetzte McCormack) - Joseph William Martin, Massachusetts                                           | - Sam Rayburn, Texas - John W. McCormack, Massachusetts (zurückgetreten) |

### 1957
|             | Mehrheitspartei                          | Minderheitspartei                                          |
| ----------- | ---------------------------------------- | ---------------------------------------------------------- |
| Senatoren   | - Styles Bridges, New Hampshire, Vorsitz | - John Sparkman, Alabama - Theodore F. Green, Rhode Island |
| Abgeordnete | - Joseph William Martin, Massachusetts   | - Sam Rayburn, Texas - John W. McCormack, Massachusetts    |

### 1961
|             | Mehrheitspartei                                                                                                | Minderheitspartei               |
| ----------- | --- | ------------------------------- |
| Senatoren   | - John Sparkman, Alabama, Vorsitz - Thomas C. Hennings, Missouri († 13. September 1960) - Carl Hayden, Arizona | - Styles Bridges, New Hampshire |
| Abgeordnete | - Sam Rayburn, Texas - John W. McCormack, Massachusetts                                                        | - Charles A. Halleck, Indiana   |

### 1965
|             | Mehrheitspartei                                                       | Minderheitspartei                     |
| ----------- | --------------------------------------------------------------------- | ------------------------------------- |
| Senatoren   | - B. Everett Jordan, North Carolina, Vorsitz - John Sparkman, Alabama | - Leverett Saltonstall, Massachusetts |
| Abgeordnete | - John W. McCormack, Massachusetts - Carl Albert, Oklahoma            | - Charles A. Halleck, Indiana         |

### 1969
|             | Mehrheitspartei                      | Minderheitspartei                                             |
| ----------- | ------------------------------------ | ------------------------------------------------------------- |
| Senatoren   | - Everett Dirksen, Illinois, Vorsitz | - B. Everett Jordan, North Carolina - Mike Mansfield, Montana |
| Abgeordnete | - Gerald Ford, Michigan              | - John W. McCormack, Massachusetts - Carl Albert, Oklahoma    |

### 1973
|             | Mehrheitspartei | Minderheitspartei       |
| ----------- | --- | ----------------------- |
| Senatoren   | - B. Everett Jordan, North Carolina, Vorsitz (zurückgetreten) - Howard Cannon, Nevada, Vorsitz - Mike Mansfield, Montana | - Marlow Cook, Kentucky |
| Abgeordnete | - Carl Albert, Oklahoma - Hale Boggs, Louisiana († 16. Oktober 1972) - Tip O’Neill, Massachusetts                        | - Gerald Ford, Michigan |

### 1977
|             | Mehrheitspartei                                               | Minderheitspartei            |
| ----------- | ------------------------------------------------------------- | ---------------------------- |
| Senatoren   | - Howard Cannon, Nevada, Vorsitz - Robert Byrd, West Virginia | - Mark Hatfield, Oregon      |
| Abgeordnete | - Tip O’Neill, Massachusetts - Jim Wright, Texas              | - John Jacob Rhodes, Arizona |

### 1981
|             | Mehrheitspartei                                            | Minderheitspartei                                           |
| ----------- | ---------------------------------------------------------- | ----------------------------------------------------------- |
| Senatoren   | - Mark Hatfield, Oregon, Vorsitz - Howard Baker, Tennessee | - Robert Byrd, West Virginia - Claiborne Pell, Rhode Island |
| Abgeordnete | - Tip O’Neill, Massachusetts - Jim Wright, Texas           | - John Jacob Rhodes, Arizona - Robert H. Michel, Illinois   |

### 1985
|             | Mehrheitspartei | Minderheitspartei            |
| ----------- | --- | ---------------------------- |
| Senatoren   | - Charles Mathias, Maryland, Vorsitz - Howard Baker, Tennessee (bis 3. Januar 1985) - Bob Dole, Kansas (ab 3. Januar 1985) | - Wendell Ford, Kentucky     |
| Abgeordnete | - Tip O’Neill, Massachusetts - Jim Wright, Texas                                                                           | - Robert H. Michel, Illinois |

### 1989
|             | Mehrheitspartei                                                | Minderheitspartei            |
| ----------- | -------------------------------------------------------------- | ---------------------------- |
| Senatoren   | - Wendell Ford, Kentucky, Vorsitz - Robert Byrd, West Virginia | - Ted Stevens, Alaska        |
| Abgeordnete | - Jim Wright, Texas - Tom Foley, Washington                    | - Robert H. Michel, Illinois |

### 1993
|             | Mehrheitspartei                                               | Minderheitspartei            |
| ----------- | ------------------------------------------------------------- | ---------------------------- |
| Senatoren   | - Wendell Ford, Kentucky, Vorsitz - George J. Mitchell, Maine | - Ted Stevens, Alaska        |
| Abgeordnete | - Tom Foley, Washington - Dick Gephardt, Missouri             | - Robert H. Michel, Illinois |

### 1997
|             | Mehrheitspartei                                            | Minderheitspartei         |
| ----------- | ---------------------------------------------------------- | ------------------------- |
| Senatoren   | - John Warner, Virginia, Vorsitz - Trent Lott, Mississippi | - Wendell Ford, Kentucky  |
| Abgeordnete | - Newt Gingrich, Georgia - Dick Armey, Texas               | - Dick Gephardt, Missouri |

### 2001
|             | Mehrheitspartei                                                | Minderheitspartei         |
| ----------- | -------------------------------------------------------------- | ------------------------- |
| Senatoren   | - Mitch McConnell, Kentucky, Vorsitz - Trent Lott, Mississippi | - Chris Dodd, Connecticut |
| Abgeordnete | - Dennis Hastert, Illinois - Dick Armey, Texas                 | - Dick Gephardt, Missouri |

### 2005
|             | Mehrheitspartei                                            | Minderheitspartei          |
| ----------- | ---------------------------------------------------------- | -------------------------- |
| Senatoren   | - Trent Lott, Mississippi, Vorsitz - Bill Frist, Tennessee | - Chris Dodd, Connecticut  |
| Abgeordnete | - Dennis Hastert, Illinois - Tom DeLay, Texas              | - Nancy Pelosi, California |

### 2009
|             | Mehrheitspartei                                              | Minderheitspartei    |
| ----------- | ------------------------------------------------------------ | -------------------- |
| Senatoren   | - Dianne Feinstein, California, Vorsitz - Harry Reid, Nevada | - Bob Bennett, Utah  |
| Abgeordnete | - Nancy Pelosi, California - Steny Hoyer, Maryland           | - John Boehner, Ohio |

### 2013
|             | Mehrheitspartei                                         | Minderheitspartei            |
| ----------- | ------------------------------------------------------- | ---------------------------- |
| Senatoren   | - Chuck Schumer, New York, Vorsitz - Harry Reid, Nevada | - Lamar Alexander, Tennessee |
| Abgeordnete | - John Boehner, Ohio - Eric Cantor, Virginia            | - Nancy Pelosi, California   |

### 2017
|             | Mehrheitspartei                                            | Minderheitspartei          |
| ----------- | ---------------------------------------------------------- | -------------------------- |
| Senatoren   | - Roy Blunt, Missouri, Vorsitz - Mitch McConnell, Kentucky | - Chuck Schumer, New York  |
| Abgeordnete | - Paul Ryan, Wisconsin - Kevin McCarthy, California        | - Nancy Pelosi, California |

### 2021
|             | Mehrheitspartei                                            | Minderheitspartei            |
| ----------- | ---------------------------------------------------------- | ---------------------------- |
| Senatoren   | - Roy Blunt, Missouri, Vorsitz - Mitch McConnell, Kentucky | - Amy Klobuchar, Minnesota   |
| Abgeordnete | - Nancy Pelosi, California - Steny Hoyer, Maryland         | - Kevin McCarthy, California |